# Происхождение видов (рассказ)
«Происхождение видов» — рассказ российского писателя Виктора Пелевина.

## Содержание
Автор рассказа, не растрачиваясь на пролог, сразу погружает главного персонажа – знаменитого ученого Чарлза Дарвина – в темный трюм корабля «Бигль», где в одном из помещений (метафоре собственного сознания) он проводит свои исследования, лично вступая в смертельные схватки с обезьянами; в сражениях с подопытными он использует не только свою грубую силу (двум особям он ломает шею и душит голыми руками), но интеллект и хитрость (в противостоянии с превосходящей его по силе гориллой). Главной целью ученого является решение вопроса, что управляет «величественным процессом» естественного отбора. В перерывах между схватками Дарвин предается философским размышлениям о теории эволюции и обсуждает идеи своего старшего коллеги – ученого-натуралиста Лемарка, с которым находит противоречие в части того, что все живое стремится к совершенству. Эти размышления погружают ученого настолько глубоко, что вернуть его обратно в реальность способны лишь карманные часы Breguet с репетиром, которые в установленное время проигрывают пару нот из увертюры к опере «Роберта-Дьявола». Убив двух обезьян в ходе своего исследования, Дарвин близко подходит к долгожданному пониманию вопроса, которое вызывает в нем кратковременное чувство счастья, но по итогу остается неудовлетворенным и с ощущением одиночества, и в завершении просит капитана корабля подготовить ему еще двух человекоподобных приматов для продолжения своих научных изысканий.

## Влияние
В статье журнала «Огонёк», вышедшей в начале учебного года только наступившего тысячелетия, критикуется школьная программа, которая по мнению авторов устарела и во многом оставалась еще советской, особенно в части естественных наук и теории эволюции Дарвина, которой и посвящена основная тема статьи. Авторы публикации негодуют по поводу долгой приверженности отечественной науки к закостенелой и не единственной гипотезе происхождения видов, и называют ее «жестоким и опасным атавизмом», где главным «двигателем прогресса» (то есть, фактором эволюции) утверждается борьба за существование, а не взаимопомощь, что по их мнению оказывает дурное влияние на подрастающее поколение. Ссылаясь на работы Петра Кропоткина и Николая Лосского, авторы статьи заявляют о нравственной несостоятельности теории Дарвина, объясняя приверженность к ней советской власти (и, соответственно, советской науки) ее желанием оправдать «свои бесчисленные зверства» и приспособленчество, как главное условие выживания в советской действительности. По мнению авторов статьи, человек в понимании Дарвина выглядел «исключительно жестокой, хитрой ползучей тварью», что и проиллюстрировал, по их выражению, в своем «изящном рассказе» Виктор Пелевин. В завершении статьи авторы без ссылки на источник приводят в пример «самое трезвое», на их взгляд, высказывание современного ученого – ведущего научного сотрудника археологического института США, в котором он заявляет, что «отстаивать теорию эволюции не является задачей науки» и что дарвиновская теория «душит и задерживает нас».

## Публикация
Первая публикация рассказа состоялась в июльском номере журнала «Огонёк» в 1993 году. Текст рассказа был напечатан в дополнение к повести Томмазо Ландольфи «Тараканье море» на отдельной вкладке с собственной нумерацией полос, не являющейся частью содержания номера. Размещенная в центре журнала вкладка, как отличительная особенность издания данного периода, была скреплена с основным блоком и ничем не отличалась от остальных полос, кроме вёрстки самого текста, который был расположен перпендикулярно основному – это было сделано для возможности последующей фальцовки (в один сгиб по центру) после открепления листов вкладки от основного блока, что в итоге превращало ее в отдельное издание, брошюру с обложкой и логотипом журнала, представляющую из себя 16-страничную тетрадь; в ранний постсоветский период, когда в стране еще ощущался дефицит печатной продукции, данная особенность в структуре издания предполагала коллекционирование таких тетрадей для самостоятельного переплёта – создания так называемых «подшивок».